# Vita privata di Marilyn Monroe
L'attrice statunitense Marilyn Monroe, (Los Angeles, 1º giugno 1926 – Los Angeles, 4 agosto 1962) si sposò tre volte ed ebbe diverse relazioni con personaggi illustri del suo tempo.

## I matrimoni
(Arthur Miller, intervista rilasciata al New York Times nel 1963, riferita al primo incontro con Marilyn Monroe)

### James Dougherty
Marilyn Monroe, all'epoca Norma Jeane Baker, sposò James Dougherty a Los Angeles il 19 giugno 1942: lei aveva sedici anni e lui diciannove. Grace McKee, la tutrice della ragazza, dovendo traslocare col marito, volle che Norma Jeane si sposasse in modo da non dover tornare in orfanotrofio. Nei libri The Secret Happiness of Marilyn Monroe e To Norma Jeane With Love, Jimmie Dougherty afferma che erano innamorati e che avrebbero vissuto felici se i sogni di successo non l'avessero allontanata da lui. Al contrario, Monroe ha sempre affermato che fosse un matrimonio di convenienza organizzato da Grace, che pagava Dougherty perché le desse appuntamento.
Dopo il matrimonio, Norma Jeane lasciò la scuola ed iniziò la sua vita di moglie e casalinga, il ruolo che suo marito voleva per lei; ma passati pochi mesi, la ragazza iniziò presto a trovare noiosa la vita matrimoniale. Nel 1944, quando Dougherty si arruolò in marina per la guerra, Norma Jeane iniziò a lavorare in una fabbrica di aeroplani; lì fu notata da un fotografo che la spinse ad iniziare l'attività di modella. Quando Dougherty tornò a casa, trovò Norma Jeane molto cambiata: non apprezzò la nuova attività di sua moglie, la sua maggior sicurezza e soprattutto il suo desiderio di indipendenza e di autorealizzazione. Il rapporto di coppia iniziò a deteriorarsi ed infine i due divorziarono nel 1946; secondo i biografi, i due non si videro né sentirono mai più. 
Negli anni seguenti Dougherty lavorò come poliziotto al Dipartimento di Polizia di Los Angeles e si sposò altre due volte, avendo tre figli; nell'ultimo periodo della sua vita visse nel Maine con la sua terza moglie fino alla sua morte nel 2003, sopravvivendo, quindi, di oltre quattro decenni alla Monroe.
Nel documentario del 2003 Marilyn's Men, ritirato dalla polizia di Los Angeles, Dougherty afferma di essere stato il creatore del "personaggio" Marilyn Monroe, quando Norma Jeane iniziò la sua carriera di modella. Nessun biografo ha tuttavia trovato prove né di questa affermazione, né del presunto obbligo a divorziare da lui che la Fox avrebbe imposto a Marilyn, nonostante il quale sarebbero rimasti amici fino alla sua morte. Il fatto che nel 1953 la Monroe reagì furiosamente alle dichiarazioni di Dougherty alla rivista Photoplay in cui lui dichiarò che lei l'amava sembrano smentire completamente queste affermazioni.

### Joe Di Maggio
(Joe Di Maggio in punto di morte)
Nel 1951 Joe Di Maggio vide una fotografia di Marilyn con due giocatori dei Chicago White Sox: Joe Dobson e Gus Zernial e chiese al secondo dei due chi fosse quella bionda. Marilyn indossava reggiseno e pantaloncini e veniva portata a cavalluccio al momento dello scatto. Joe attese fino al suo ritiro per chiedere di organizzare un appuntamento con lei. Lei che lo aveva sentito solo di nome, non volle incontrarlo, in quanto non le piaceva il modo di vestirsi degli sportivi, troppo vistosi a sentire lei. Il loro primo incontro fu al Chasen's, un ristorante dove si era organizzata una piccola festa, e si ritrovò di fronte ad un uomo vestito semplicemente di grigio, di carattere riservato, di poche parole. I due sedettero vicino e vi fu solo un piccolo scambio di parole. Quando la donna stava per andarsene Joe si offrì di accompagnarla, la lasciò guidare l'auto e volle che la guidasse a lungo, per circa tre ore.
Joe le parlò fra le altre cose del suo amico, George Solotaire: solitamente a lui dava il compito di intercedere per suo conto informando la donna con cui di Maggio usciva che la storia d'amore era terminata, ma come disse questo non sarebbe stato il caso. Si raccontano anche altre versioni del loro primo incontro, fra cui quella di Norman Brokaw secondo cui in occasione del programma televisivo Light, Camera, Action i tre pranzarono al Brown Derby e Di Maggio notò la ragazza.
Quando venne sospesa per la vicenda del musical, Di Maggio le chiese di sposarlo pensando che fosse il momento opportuno, essendo lei libera di impegni. Il 14 gennaio 1954, la loro fuga al municipio di San Francisco fu il culmine di due anni di corteggiamenti che, tramite i rotocalchi, avevano tenuto in sospeso l'intera nazione. Durante il viaggio in Giappone Joe contava sulla mancanza di pubblicità promessa dalla casa cinematografica che cercavano di boicottare il successo dell'attrice ma già all'arrivo al Haneda International Airport trovò 10.000 fan dell'attrice ad aspettarli. Durante la sua luna di miele ricevette una proposta fatta dal generale Christenberry, quella di far visita ai soldati in Corea, Di Maggio acconsentì e lei lo abbandonò a Tokyo recandosi dai soldati feriti, e iniziò a cantare per loro, fra le altre la canzone Do It Again di George Gershwin, la cosa diede fastidio al responsabile del tour, e si accordarono sul cambiare le parole da «do it again» (fallo di nuovo) a «kiss me again» (baciami di nuovo).
I due si stabilirono a San Francisco, ma Monroe fuggì di casa quando una sorella del campione cercò di insegnarle a cucinare. La loro unione fu difficile, a causa delle loro personalità in conflitto. La gelosia di Di Maggio mal si conciliava con la vita mondana della Monroe. Richard Ben Cramer, il biografo di Di Maggio, afferma inoltre che lui era violento. Si racconta che scoppiò una lite dopo la celeberrima scena della gonna alzata dall'aria della metropolitana in Quando la moglie è in vacanza (The Seven Year Itch), filmata in Lexington Avenue a New York il 15 settembre davanti a centinaia di fans. Il regista Billy Wilder ricordò l'espressione di rabbia sul volto di Di Maggio mentre assisteva alla scena. Quella scena perseguitava Joe finché una sera, quando stava con la moglie al St Regis Hotel, i due litigarono e lui la picchiò. Il giorno dopo decise di ripartire da solo e tre settimane dopo ci fu la separazione, il 5 ottobre dopo nove mesi di matrimonio.

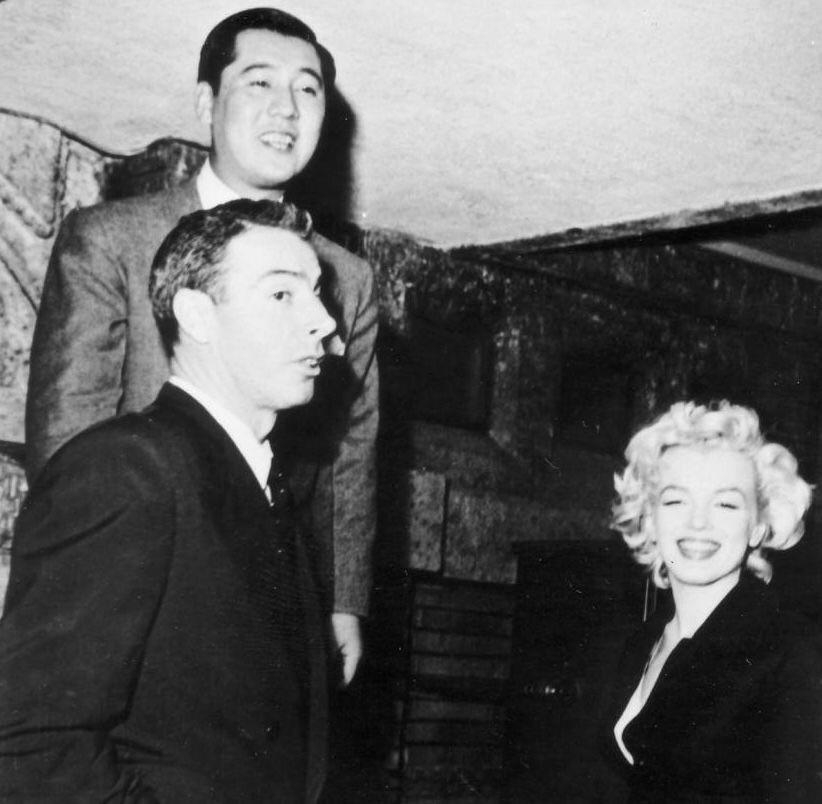
Marilyn Monroe e Joe DiMaggio all'Imperial Hotel, Tokyo 1954

Quando Marilyn annunciò il suo divorzio il 27 ottobre, tre settimane dopo la separazione, adducendo la causa della crudeltà mentale, davanti al giudice Orlando H Rhodes disse che vi erano lunghi periodi in cui il marito rifiutava di parlarle e che se si avvicinava gli rispondeva di lasciarlo stare. I giornali riportarono una sua dichiarazione alla 20th Century Fox in cui diceva che "le nostre carriere sembrano ostacolarsi l'un l'altra". Celebre il commento del pianista Oscar Levant affermando che ciò provava che nessun uomo poteva avere successo in due campi.
La gelosia di Di Maggio lo portò ad assumere alcuni investigatori privati anche dopo la loro separazione, che documenteranno i vari amanti della donna; celebre fu l'episodio con il maestro di canto Hal Schaefer, in cui nel tentativo di sorprendere i due, Di Maggio e Sinatra (che lo accompagnò in questa avventura) sbagliarono appartamento; entrando rompendo la porta trovarono Florence Kotz che gridò spaventata; per questo scambio di persona i due dovettero poi sostenere una causa in cui si chiedevano un risarcimento di 7.500 dollari a fronte dei 200.000 richiesti. I due amanti lasciarono l'appartamento dell'attrice Sheila Stuart.
Di Maggio ritornò nella vita di Marilyn alla fine del suo matrimonio con Miller. Il 7 febbraio 1961 Marilyn, ormai dipendente da psicofarmaci ed alcol e sempre più preda di turbe psichiche, che la facevano passare rapidamente dall'euforia alla più nera disperazione, scelse un volontario ricovero in una clinica psichiatrica, in un reparto per casi di una certa gravità. Quando la permanenza nella casa di cura divenne per l'infelice attrice una vera e propria detenzione, l'ex campione di baseball riuscì a farla uscire e a trasferirla in un'altra clinica. Dopo che fu dimessa, raggiunse Di Maggio in Florida, dove lui era impegnato come allenatore della sua vecchia squadra, i New York Yankees. Il loro dichiararsi "solo amici" non impedì che sulla stampa scandalistica circolasse la voce di un secondo matrimonio. Secondo il biografo di Di Maggio, Maury Allen, il giocatore di baseball lasciò un lavoro da 100.000 dollari l'anno nelle forniture militari per tornare in California e chiedere a Marilyn di risposarlo.

### Arthur Miller
(Arthur Miller descrive l'attrice dopo il suo primo incontro con Marilyn Monroe)
Successivamente sposò il celebre commediografo ebreo-americano Arthur Miller, conosciuto tempo prima ai tempi del film L'affascinante bugiardo, con cerimonia civile il 29 giugno 1956 e con cerimonia ebraica due giorni dopo. Tale unione venne definita inconcepibile, seconda sola a quella di «una gatta con un gufo»
Dopo due settimane di luna di miele in Giamaica, Marilyn decise di vivere nel ranch che aveva acquistato per suo marito a Roxbury nel Connecticut nel novembre del 1956. Marilyn voleva un figlio da Miller, ma durante il loro rapporto ebbe tre aborti, il primo fu quando tornati dall'Inghilterra, dopo aver completato Il principe e la ballerina (The Prince and the Showgirl), scoprirono che lei era incinta. Sfortunatamente lei soffriva di endometriosi, motivo per cui la gravidanza era a rischio e lei la interruppe per non rischiare la propria vita (1º agosto 1957). Una seconda gravidanza si concluse con un aborto spontaneo.

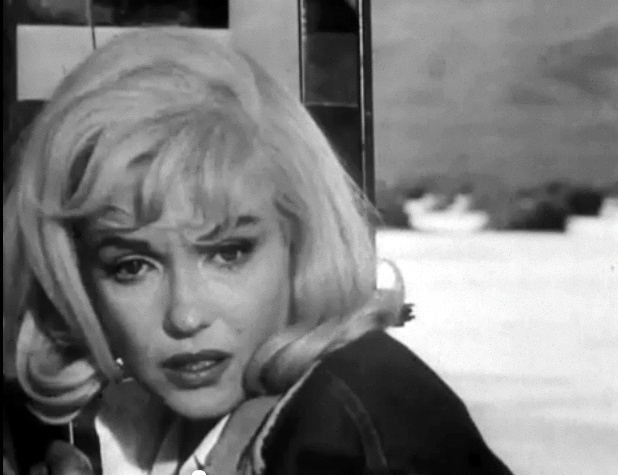
Marilyn Monroe nel suo ultimo film completo: Gli spostati (1960)

Nel 1958 la Monroe manteneva entrambi, oltre a pagare gli alimenti all'ex moglie di Miller. Lui si comprò una Jaguar mentre erano in Inghilterra, la spedì negli Stati Uniti ed addebitò il tutto alla casa di produzione della moglie. La sua sceneggiatura Gli spostati (The misfits) voleva essere un regalo di San Valentino per lei, ma, quando le riprese ebbero inizio, il matrimonio era già naufragato. Il comportamento di Marilyn, sul set e nella vita domestica - a causa del largo consumo di droghe e alcol da parte dell'attrice - era piuttosto instabile: lei era particolarmente insofferente verso il marito, e fra i due si stabilì progressivamente una diversità di vedute inconciliabile.
L'11 novembre vi fu la separazione ufficiale fra i due e successivamente Marilyn ottenne il divorzio da Miller a Ciudad Juárez in Messico il 21 gennaio 1961, per incompatibilità di carattere, che divenne effettivo tre giorni dopo; poco più di un anno dopo, il 17 febbraio 1962 Miller sposò Inge Morath, fotografa della nota agenzia Magnum, che aveva, fra l'altro, documentato con straordinarie immagini in Nevada le riprese de Gli spostati. 
In seguito Miller si accanì con dei commenti contro la sua ex moglie e per questo fu ripreso da Lee Strasburg, che era molto legato a lei. Nel gennaio 1964 debuttò in teatro il suo lavoro After the Fall, in cui compariva una bella ma tremenda bisbetica dal viso di bambina chiamata Maggie. Il personaggio, fragile psicologicamente, fece arrabbiare tutti gli amici della Monroe, che vi videro una bieca speculazione della triste condizione dell'attrice nei suoi ultimi anni di vita. Il suo più recente lavoro in scena a Broadway, Finishing the Picture, è basato sulla realizzazione de Gli spostati. Miller è morto il 10 febbraio 2005 nella sua fattoria di Roxbury in Connecticut, la stessa che aveva acquistato con la Monroe ai tempi del suo matrimonio, e che l'attrice scelse di lasciargli quando si separarono affinché non si opponesse al divorzio.

## Marilyn e i Kennedy

### Marilyn e John Kennedy
Le fonti non concordano sul primo incontro fra l'attrice e il futuro presidente degli Stati Uniti d'America. Il giornalista Jean Marcilly, grazie alle confessioni fatte a lui dalla stessa Marilyn, racconta l'inizio del rapporto fra Monroe e John Fitzgerald Kennedy: al momento in cui la diva viveva un momento particolarmente difficile con Miller (lei aveva abortito recentemente), lui era minacciato di attentati. La donna per tranquillizzarsi chiese, con Frank Sinatra che le fece da intermediario, un incontro con il senatore che le disse che non aveva nulla da temere. Altri invece riferiscono che fu grazie ad uno degli agenti avuti dall'attrice, Charles Feldman, che nel 1954 in una festa a casa sua i due si conobbero. Fu un semplice incontro informale, ma i due si incontrarono nuovamente a casa dell'attore e parente Peter Lawford nel 1957.

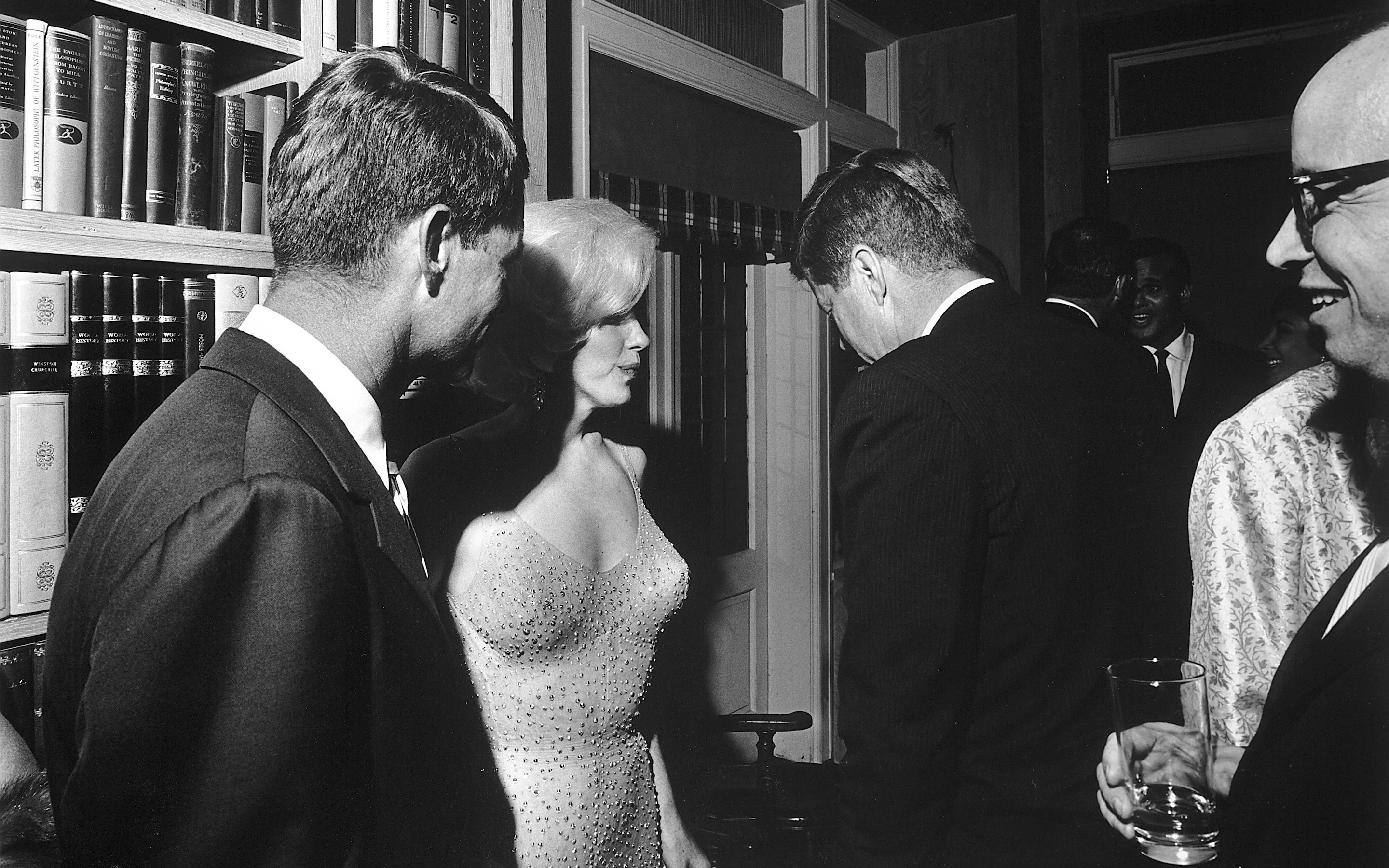
Nella foto: Marilyn Monroe, John Fitzgerald Kennedy e Robert Kennedy, 19 maggio 1962

Le fonti invece concordano nel dire che grazie a Peter Lawford i due poterono incontrarsi ripetutamente. Nel 1959 al tempo in cui si diffuse la voce della sua frequentazione con Yves Montand durante le riprese di Facciamo l'amore (Let's make love) lei si affrettò a smentire il tutto in una conferenza stampa, cosa che non fece mai in precedenza. All'inizio Kennedy poteva permettersi di farsi vedere in compagnia con Monroe e più volte sembra furono clienti dell'Holiday House Hotel di Malibù e poi a Santa Monica nella casa di Lawford.
Nel luglio del 1960 ai tempi in cui si lavorava in Gli spostati l'investigatore Frank Hronek appostandosi tenendo sotto controllo la casa di Lawford e di sua moglie Patricia Kennedy Lawford comprese da un informatore che Kennedy si recava da Monroe per riposarsi. Le ricerche continuarono: venne intervistato un cameriere, di nome Ross Acuna, che la sera del celebre discorso di Kennedy al Coliseum (14 luglio 1960) vide prima sedersi la Monroe accompagnata da Sammy Davis Jr. e poi venire Kennedy mentre Davis scomparve. Della relazione con il presidente si era confidata anche con il giornalista Sidney Skolsky. Il giornalista credeva alle parole della donna e notò, nelle confidenze fatte, che lei non lo chiamava per nome ma solo presidente.
David Heymann raccontò nella sua biografia di Jackie degli incontri fra Marilyn e Kennedy al Carlyle di New York e del suo volo sull'Air Force One dove si disse che si trattava della segretaria di Peter Lawford. Ancora nel novembre del 1961 il presidente venne visto, secondo la testimonianza di Philip Watson in compagnia di Marilyn al Beverly Hilton Hotel.Un altro biografo di Jacqueline Kennedy, Christopher Andersen, afferma che la moglie del presidente era al corrente delle numerose relazioni extraconiugali del marito, compresa quella con Marilyn, e temeva che quest'ultima potesse rendere pubblica la storia e provocare uno scandalo che avrebbe demolito la reputazione del marito.
In seguito Kennedy prese le distanze dall'attrice. Quando Marilyn Monroe gli regalò un rolex d'oro con incisa la frase «with love as always Marilyn» («con amore come sempre») l'orologio venne donato ad un dipendente. L'oggetto venne poi venduto nel 2004 per 4,7 milioni di dollari.

### Marilyn e Robert Kennedy
Marilyn frequentò anche Robert Kennedy, il fratello del presidente, che fu il suo ultimo amante. Le fonti dicono che aveva anche inizialmente promesso di sposarla e che lei incautamente andava in giro dicendo ai suoi amici che sarebbe diventata moglie di un uomo molto importante, come al giornalista W.J. Weatherly o come altri dicono negli ultimi giorni di vita raccontava che presto sarebbe divenuta la moglie di Bobby Kennedy Arthur Schlesinger Jr. disse che Robert capiva benissimo come lei si sentiva, meglio di molti altri. I due si incontrarono nuovamente nella casa di Patricia Lawford. Le fonti concordano nel dire che a quei tempi Marilyn affermava di essere incinta, sia l'amica Eunice Murray che la parrucchiera Agnes Flanagan; quest'ultima aggiunse che Marilyn aveva abortito, con ogni probabilità in Messico . Tali testimonianze trovano conferma nelle indagini condotte da Fred Otash che giunse alla conclusione che Marilyn abortì con l'aiuto di un medico statunitense che la seguì a Tijuana, città della Baja California, nello Stato del Messico. In ogni caso durante l'autopsia non furono trovate tracce, evidentemente perché l'aborto, naturale o provocato che fosse, era avvenuto diverse settimane prima della sua morte.

## Marilyn e Ranieri III di Monaco
Aristotele Onassis cercò nel 1955 una compagna per Ranieri III di Monaco fra le star di Hollywood. Con l'aiuto di George Schlee, che contattò l'editore della rivista Look Gardner Cowles, venne proposta Marilyn Monroe.
Marilyn (al tempo legata a Miller), interrogata da Schlee su Ranieri (nella discussione lo chiamavano Reindeer), rispose che non sapeva dove si trovasse il principato ma che le sarebbero bastati due giorni in sua compagnia per farsi sposare. Lui poi sposò Grace Kelly.

## Marilyn e le donne
Nel 1955, grazie a Constance Collier, conobbe l'attrice Greta Garbo, e parlarono fra le altre cose della Monroe che voleva interpretare la parte di Ofelia e di fare un film su Dorian Gray, dove la divina era Dorian e Marilyn una delle ragazze sedotte. Solo per via di questi discorsi si aprì un fascicolo dell'FBI chiamato love story Marilyn-Greta.
Marilyn era anche grande amica della cantante Ella Fitzgerald. Si dice che quando ad Ella fu vietato di cantare nel celebre locale di Los Angeles "Mocambo" perché di colore, la Monroe telefonò personalmente al proprietario assicurandogli che avrebbe riservato un tavolo in prima fila tutte le sere in cui la Fitzgerald si fosse esibita lì. Per non perdere questa enorme occasione di pubblicità, egli permise alla cantante di cantare nel suo locale, e Marilyn fu presente ogni volta.
Da piccola l'icona di Marilyn era l'attrice degli anni Trenta Jean Harlow, alla quale si ispirò nel realizzare il suo look leggendario. Inoltre amava molto l'attrice Marlene Dietrich, che incontrò nella metà degli anni Cinquanta. Durante l'ascesa al successo si conquistò le antipatie di Joan Crawford, che pur ritenendola inizialmente una ragazza promettente, in seguito la descrisse ai giornali in modo negativo.
Durante il caso dell'omicidio di Elizabeth Short avvenuto a Los Angeles nel 1947, indagine condotta da Edgar Hoover, durante la quale ci furono innumerevoli e improbabili sospettati (fra cui Orson Welles e Woody Guthrie), il nome di Marylin venne collegato alla donna, all'epoca in cui veniva chiamata Norma Jeane e non era ancora famosa, si dice potesse essere stata una possibile compagna di letto della Short, senza testimonianze o altre prove in merito.

## Psicoanalisi
Marilyn ebbe una lunga esperienza con la terapia psicoanalitica. Fu in analisi dagli psicoanalisti:
- Margaret Herz Hohenberg, dopo aver studiato Budapest, Vienna e a Praga ebbe Marilyn come paziente dal 1955, era stato raccomandato dal socio Milton Greene, ai tempi del film il principe e la ballerina, ma le sedute terminarono quando l'attrice ebbe una relazione con lo stesso Milton.[48]
- Anna Freud
- Marianne Rie Kris, figlia di Oskar Rie amico di Freud ed Ernst Kris, lavorò con Anna. Lasciò l'Austria dopo l'invasione del 1938[49] Ernst Kris morì il 28 febbraio 1957, poco dopo iniziarono le sedute regolari con l'attrice.[50] Fu lei a chiedere a Ralph S. Greenson di assistere l'attrice[51] che poi divenne una delle sue pazienti fisse.
- Ralph S. Greenson, lo psicanalista che la seguì durante l'ultimo periodo della sua vita; Greenson si legò molto alla sua paziente e Marilyn fu spesso ospite abituale a casa dei Greenson, legando con tutta la sua famiglia. Fu il dottor Greenson, chiamato dalla governante Eunice Murray, ad accorrere a casa dell'attrice la notte della sua morte e a constatarne il decesso; per questo negli anni successivi è stato spesso coinvolto in vario modo nelle tante speculazioni giornalistiche sulla morte di Marilyn.
- Milton Wexler, collega di Greenson e suo sostituto, celebre per trattare casi di schizofrenia.[52]